# Trip mit Tropf
Trip mit Tropf ist ein biografisch geprägter Funny-Comic von Josephine Mark, der im Jahr 2022 beim Kibitz Verlag erschien. Mark verarbeitet darin Erfahrungen ihrer eigenen Krebserkrankung und erzählt von einem Roadtrip, den ein krebskrankes Kaninchen und ein einzelgängerischer Wolf gemeinsam unternehmen.

## Handlung
Trip mit Tropf erzählt von einem Roadtrip, den ein krebskrankes Kaninchen und ein abgebrühter Wolf zusammen im geklauten Lastwagen, auf einem Motorrad mit Beiwagen aber auch zu Fuß unternehmen. Den Anfang nimmt die Geschichte in einer Ambulanz für Tiere mitten im Wald. Beide Hauptfiguren sind hier regelmäßige Patienten, das Kaninchen wegen seiner Chemotherapie und der Wolf lässt eine alte Schussverletzung behandeln. Die Tierklinik wird von einer Jagdgesellschaft überfallen. Das ängstliche Kaninchen rettet dem forschen Wolf aus Versehen das Leben, da eine Gewehrkugel an dessen Infusionsständer abprallt. An den Jahrhunderte alten Ehrenkodex der Wölfe gebunden ist der Gerettete von nun an für das Wohlergehen des Kaninchens verantwortlich. Während ihrer Reise – die zwei sind bis zum Ende der Chemotherapie für gut fünf Monate unterwegs, vom Spätsommer bis zu den ersten Tagen im folgenden Frühling – kümmert sich der Wolf um die praktischen Angelegenheiten. Er sorgt etwa für die Fluchtfahrzeuge und Nachtlager, aber auch die Infusionen für das Kaninchen. Dabei werden sie hartnäckig von einem der Jäger und dessen Hund Horst verfolgt. Sie steigen in billigen Motels ab, geraten an Bären oder haben Probleme mit gefrierenden Infusionsbeuteln. Während der Reise stellen sie gegenseitig ihren einsamen Lebenswandel in Frage, vor allem das Kaninchen. Als sie zwei andere Wölfe treffen, ist es verwundert, dass der Wolf sich ihnen nicht zu einem Rudel anschließen will, doch der wiegelt ab und bleibt lieber allein. Schließlich finden sie Unterschlupf in der Höhle der Bärin Beate, nachdem sie dem Jäger gerade noch so entkommen sind. Hier können sie friedlich den Rest des Winters verbringen. Im Frühjahr wollen sich beide in der Region niederlassen.

## Entstehung und Stil
Mit dem Comic verarbeitet Mark ihre eigene Krebserkrankung, erste Ideen entstanden bereits während der Behandlung. Dabei greift sie humorvoll auf Erfahrungen ihrer eigenen Chemotherapie zurück. Stellvertretend lässt sie diese das Kaninchen durchleben, wenn etwa die Medikamente einen unangenehmen Körpergeruch verursachen oder wiederholtes Nasenbluten auftritt. Das Wort „Krebs“ wird nicht erwähnt, die Auswirkungen der Chemotherapie sind aber deutlich erkennbar. Das Kaninchen leidet zum Beispiel unter Haarausfall und bewegt sich zunehmend „nackter“ durch die Kulissen.
Mark zeichnet Trip mit Tropf als farbenfrohen Funny-Comic. Sowohl Landschaften als auch Figuren sind schlicht gestaltet. Die Charaktere setzt sie mit wenigen Strichen und ausdrucksstarker Mimik um, die an Karikaturen erinnern. Beim Erzähltempo wechseln sich rasante Passagen mit ruhigen Panelsequenzen ab, beispielsweise die Flucht vor den Jägern beziehungsweise wenn das Kaninchen mehr und mehr unter den Folgen seiner Krankheit leidet.

## Veröffentlichung
Trip mit Tropf erschien im Mai 2022 beim Kibitz Verlag in Hamburg.

## Kritiken
Andrea Heinze hält bei rbbKultur fest, so „humorvoll wurde noch nie über Krebserkrankungen erzählt“. Ihre Erfahrungen könne die Künstlerin deshalb so lustig umsetzen, da sie nach eigenem Bekunden auch in „Extremsituationen ihren Humor bewahrt hat“. Laut Heinze hat Mark einen „Comic gezeichnet, der die Zumutungen und das Leid der Krebserkrankung von seiner komischen Seite nimmt“. So werde die Krankheit auch für Außenstehende zugänglich und vermittele dabei „eine ungeheure Lust am Leben“.
Für Siggi Seuss in der Süddeutschen Zeitung erzählt Mark lustig und anrührend von einem „Roadtrip zweier ungleicher Geschöpfe [und] ihrer eigenen Krebserkrankung“. Beim Lesen werde einem „zum Heulen froh zumute“, während sich zwischen den beiden Einzelgängern „holprig, ungeschickt, von Fettnäpfchen begleitet, ein inniges, ja zärtliches Verhältnis“ entwickele. Dass man unvermittelt in die Handlung gezogen werde, habe „auch mit der Bildsprache, mit der Figurenzeichnung und der Kolorierung der Hintergründe zu tun“.
Es gebe nur wenige deutsche Comics, die sich mit dem Tod beschäftigten, schreibt Stefan Pannor in Der Tagesspiegel. Mark liefere mit Murr und Trip mit Tropf gleich zwei Werke in kurzer Folge, die beide „sehr lustig“ ausfielen. Während sich ersteres eher abstrakt mit Tod und Vergänglichkeit beschäftige, sei die Thematik bei zweiterem deutlich gegenwärtiger. Bei allem Humor zeigten sich die Comics auch „[e]xistenziell aber nicht verzweifelt“, etwa wenn Murr mit dem Tod um das Leben seines Pferdes feilscht, oder Kaninchen und Wolf ihren finalen Überlebenskampf ausfechten.
In einem Audiobeitrag „Buchtipps für Kinder“ beim WDR 2 wird Trip mit Tropf als Leseempfehlung vorgestellt. Die achtjährige Merle liebe das Buch, es sei „witzig, manchmal auch traurig – aber zum Schluss wird alles wieder gut“. Ihre Lieblingsszene, bei der sie immer lachen müsse, sei aufgebaut wie ein Daumenkino.

## Auszeichnungen
Im Veröffentlichungsjahr 2022 erhielt Mark einen Max-und-Moritz-Preis für Trip mit Tropf in der Kategorie „Bester Comic für Kinder“. Aus der Laudatio heißt es, der Comic „möchte uns zeigen, wie warmherzig und behutsam und zeitgleich höchst amüsant mit dem schwierigen Thema Krankheit umgegangen werden kann. Und schafft es mit Bravour!“
Trip mit Tropf wurde im März 2023 für den im Oktober zu verleihenden Deutschen Jugendliteraturpreis nominiert.
Im September 2023 wurde Trip mit Tropf als „Bester narrativer Lang-Comic“ mit einem GINCO Award ausgezeichnet.